# Europska odbojkaška federacija
Europska odbojkaška federacija (franc. Confédération Européenne de Volleyball, CEV) krovna je institucija odbojkaškog športa u Europi sa sjedištem u Luksemburgu. Predsjednik Europske odbojkaške federacije od kolovoza 2024. je Roko Sikirić.

## Povijest
Osnovana je 21. listopada 1963. u rumunjskom glavnom gradu Bukureštu, punih šesnaest godina nakon utemeljena Međunarodne odbojkaške federacije (FIVB-a). I prije samoga osnutka, odbojka se već igrala u Europi gotovo pedeset godina. Naime, odbojku su u Europu donijeli američki vojnici tijekom Prvog svjetskog rata, nakon čega se brzo proširila kontinentom.
Brojne tehnike i suvremeni odbojkaški stilovi igre razvili su se u Europi, posebice u državama tadašnjeg Sovjetskog Saveza. Tako su momčadi SSSR-a bile poznate po tzv. 5-1 sustavu iz 1949., u Čehoslovačkoj su 1958. razvijena razigravački napadi s brojnim dodavanjima, dok su Poljaci bili poznati po napadima iz srednje i zadnje linije, razvijenima 1974. Zbog svoje povijesti i velike raširenosti administracije, CEV je veliki rival FIVB-a u međunarodnim razmjerima odbojke, između ostalog i u održavanju prvenstava i klupskih natjecanja, poput Lige prvaka, CEV Kupa i Challenge Kupa za momčadi i djevojčadi.

## Vanjske poveznice
- Službene stranice CEV-a (engl.)